# Песочня (приток Суходрева)
Песочня — река в Калужской области России.
Протекает по территории Ферзиковского и Малоярославецкого районов, а также городского округа «город Калуга». Берёт начало у одноимённой деревни Ферзиковского района, впадает в реку Суходрев в 38 км от её устья по левому берегу, у села Юбилейный. Длина реки составляет 20 км, площадь водосборного бассейна — 87,3 км².

## Данные водного реестра
По данным государственного водного реестра России относится к Окскому бассейновому округу, водохозяйственный участок реки — Угра от истока и до устья, речной подбассейн реки — Бассейны притоков Оки до впадения Мокши. Речной бассейн реки — Ока.
Код объекта в государственном водном реестре — 09010100412110000021603.